# The London
The London is een Belgisch historisch merk van fietsen en motorfietsen.
De bedrijfsnaam was Firma Van der Bracht-De Turck, Ninove.
Er werden in de jaren vijftig fietsen onder de namen "The London" en "La Dendre" geproduceerd, maar ook "The London" lichte motorfietsjes met Sachs-inbouwmotoren.